# Chondracanthus neali
Chondracanthus neali är en kräftdjursart som beskrevs av Leigh-Sharpe 1930. Chondracanthus neali ingår i släktet Chondracanthus och familjen Chondracanthidae. Inga underarter finns listade i Catalogue of Life.